# Paradanielssenia biclavata
Paradanielssenia biclavata är en kräftdjursart som beskrevs av Gee 1988. Paradanielssenia biclavata ingår i släktet Paradanielssenia och familjen Pseudotachidiidae. Inga underarter finns listade i Catalogue of Life.